# دنهام هارمن
دنهام هارمن (انگلیسی: Denham Harman؛ ۱۴ فوریهٔ ۱۹۱۶ – ۲۵ نوامبر ۲۰۱۴) یک شیمی‌دان و پیری‌شناس اهل ایالات متحده آمریکا بود. تحقیقات او در خصوص نقش رادیکال‌های آزاد در مبحث سالخوردگی و پیری است. دنهام هارمن در سال ۱۹۵۶ میلادی نظریه خود را در این خصوص مطرح کرد.